# Siekkijoki
Siekkijoki is een rivier die stroomt in de Finse gemeente Enontekiö in de regio Lapland. De rivier ontstaat in het moeras ten oosten van Kihlanki en stroomt naar het zuiden. Na 15660 meter mondt ze uit in de Muonio. Ze behoort tot het  stroomgebied van de Torne.

Afwatering: Siekkijoki → Muonio →  Torne → Botnische Golf